# Jessica Botter
Jessica Botter (ur. 16 września 1988) – szwajcarska lekkoatletka, tyczkarka. 

## Osiągnięcia
| Rok  | Impreza                              | Miejsce            | Lokata      | Wynik |
| ---- | ------------------------------------ | ------------------ | ----------- | ----- |
| 2005 | Olimpijski Festiwal Młodzieży Europy | Lignano Sabbiadoro | 3. miejsce  | 3,90  |
| 2005 | Mistrzostwa Europy juniorów          | Kowno              | 12. miejsce | 3,85  |

Złota medalistka mistrzostw Szwajcarii.

## Rekordy życiowe
- Skok o tyczce (hala) – 4,02 (2016)